# Sergio Rossi (Regisseur)
Sergio Rossi (* 1939 in Rom) ist ein italienischer Filmregisseur.
Rossi drehte 1968 den provokativen thesenhaften Film Policeman (wie alle seine Filme nach eigenem Drehbuch), der drei Jahre später in einigen Kinosälen zu sehen war und widmete sich anschließend dem Dokumentarfilm. Hierfür und für das Fernsehen schuf er Werke wie La terra non trema, Fatua incongua scucita und Storie di vita. 1989 war auf dem Filmfestival Locarno sein zweiter Spielfilm, Liebe auf Raten, zu sehen, in dem gefühlvoll die Einsamkeit dreier junger Frauen geschildert wird. 1997 kam der von Kritikern hochgeschätzte, vom Publikum aber eher übersehene La medaglia, eine politische Erzählung aus dem Turin der 1950er Jahre, in die Kinos.

## Filmografie
- 1971: Policeman
- 1989: Liebe auf Raten (Le affettuose lontanzane)
- 1997: La medaglia